# Mesalina rubropunctata
Espèce
Synonymes
- Lacerta rubropunctata Lichtenstein, 1823
- Mesalina lichtensteini Gray, 1838
- Scapteira nebulosa Gray, 1838

Mesalina rubropunctata est une espèce de sauriens de la famille des Lacertidae.

## Répartition
Cette espèce se rencontre en Mauritanie, au Mali, au Niger, au Maroc, au Algérie, en Libye, au Égypte et au Soudan.
Sa présence en Tunisie et au Tchad est incertaine.

## Publication originale
- Lichtenstein, 1823 : Verzeichniss der Doubletten des Zoologischen Museums der Königlichen Friedrich-Wilhelm-Universität zu Berlin nebst Beschreibung vieler bisher unbekannter Arten von Säugethieren, Vögeln, Amphibien und Fischen. Königlich Preussische Akademie der Wissenschaften, Berlin, p. 1-118 (texte intégral).